# (3278) Běhounek
(3278) Běhounek es un asteroide que forma parte del cinturón exterior de asteroides y fue descubierto por Antonín Mrkos desde el Observatorio Kleť, cerca de České Budějovice, República Checa, el 27 de enero de 1984.

## Designación y nombre
Běhounek recibió al principio la designación de 1984 BT.
Más adelante, en 1994, se nombró en honor del radiólogo checo František Běhounek (1898-1973).

## Características orbitales
Běhounek orbita a una distancia media de 3,217 ua del Sol, pudiendo acercarse hasta 3,169 ua y alejarse hasta 3,264 ua. Tiene una inclinación orbital de 9,72 grados y una excentricidad de 0,01474. Emplea 2107 días en completar una órbita alrededor del Sol.

## Características físicas
La magnitud absoluta de Běhounek es 11,3. Tiene 32,43 km de diámetro y su albedo se estima en 0,061.